# 고로모가와촌
고로모가와촌(衣川村)은 이와테현 이사와군에 있었던 촌이다.
헤이안 시대의 호족인 아베씨의 영토였으며. 1889년 4월 1일에 정촌제 시행이후에 117년동안 촌제를 유지했다가 2006년 2월 20일 미즈사와시 에사시시 이사와군 마에사와정 이사와정과 합병하여 오슈시가 되어 소멸하였다.
또한 철도는 다니지 않았었다. 철도를 이용할 경우 가장 가까운 역은 미즈사와역을 이용해야 했었다.

## 교통

### 철도
- 동일본 여객철도
  - 도호쿠 본선

### 도로
- 국도 4호선